# Trionymus zebedielae
Trionymus zebedielae är en insektsart som beskrevs av De Lotto 1964. Trionymus zebedielae ingår i släktet Trionymus och familjen ullsköldlöss. Inga underarter finns listade i Catalogue of Life.